# NGC 7458
NGC 7458 est une galaxie elliptique située dans la constellation des Poissons. Sa vitesse par rapport au fond diffus cosmologique est de 4 670 ± 32 km/s, ce qui correspond à une distance de Hubble de 68,9 ± 4,9 Mpc (∼225 millions d'al). NGC 7458 a été découverte par l'astronome germano-britannique William Herschel en 1786.
Selon la base de données NASA/IPAC, NGC 7458 forme une paire optique de galaxies avec UGC 12312 (NGC 7460). La distance de Hubble de NGC 7460 est égale à 41,53 ± 2,93 Mpc (∼135 millions d'al), ce qui signifie qu'elle se situe beaucoup plus proche de nous que ne l'est NGC 7458 et qu'il s'agit donc comme indiqué d'une paire purement optique.
À ce jour, seule une mesure non basée sur le décalage vers le rouge (redshift) donne une distance d'environ 72,700 Mpc (∼237 millions d'al), ce qui est à l'intérieur des valeurs de la distance de Hubble.